# Shefqet Dajiu
Shefqet Dajiu też jako: Shefqet bej Dajiu (ur. 1882 w Elbasanie, zm. 1946 w Tiranie) – albański polityk, adwokat i urzędnik państwowy, prefekt Pogradca w czasach osmańskich, sygnatariusz Albańskiej Deklaracji Niepodległości, deputowany do parlamentu.

## Życiorys
Uczył się w szkole tureckiej w Elbasanie, a następnie odbył studia prawnicze w Stambule. Po powrocie do kraju objął urząd podprefekta Pogradca i Skraparu. W latach 1910–1912 uczył w szkole dla dzieci albańskich. W 1912 był delegatem Elbasanu do Zgromadzenia Narodowego we Wlorze, które proklamowało Deklarację Niepodległości. W latach 1914–1920 pracował jako prawnik w Elbasanie. W 1919 opracował i wydał elementarz języka albańskiego.
W latach 1921–1923 był przedstawicielem Elbasanu w parlamencie albańskim. Współpracował z Aleksandrem Xhuvanim, z którym współtworzył stowarzyszenie kulturalne Kopshti letrar. W latach 1940–1943 zasiadał w Najwyższej Faszystowskiej Radzie Korporacyjnej. Po przejęciu władzy przez komunistów aresztowany i skazany na 30 lat więzienia. Osadzony w więzieniu w Tiranie, gdzie zmarł.
Był żonaty, miał sześcioro dzieci. W grudniu 1945 rodzina Dajiu została wywłaszczona.